# Canton de Saint-Nazaire-Ouest
Le canton de Saint-Nazaire-Ouest est une ancienne division administrative française, située dans le département de la Loire-Atlantique en région Pays de la Loire.

## Histoire
Le canton de Saint-Nazaire-Ouest a été créé par décret du 23 juillet 1973 scindant en trois le canton de Saint-Nazaire.
Par un décret du 20 janvier 1982, il est scindé en deux cantons, Saint-Nazaire-Centre et Saint-Nazaire-Ouest-Pornichet. Ce dernier est à nouveau modifié par un décret du 29 janvier 1985 créant le canton de La Baule-Escoublac.
Il est supprimé lors du redécoupage cantonal de 2014 par le décret du 25 février 2014.

## Représentation
| Période | Période          | Identité            | Étiquette | Qualité |
| ------- | ---------------- | ------------------- | --------- | --- |
| 1973    | 1979             | Georges Carpentier  | PS        | Professeur de l'enseignement technique Adjoint au maire de Saint-Nazaire (1965-1977) Député (1967-1978) Ancien conseiller général du Canton de Saint-Nazaire (1967-1973) |
| 1979    | 1985             | M. Richard          | PS        | |
| 1985    | 1992             | Étienne Garnier     | RPR       | Chef d'entreprise Député (1993-1997) |
| 1992    | 2008 (démission) | Marie-Odile Bouillé | PS        | Sage-femme Adjointe au maire de Saint-Nazaire Députée (2007-2017) |
| 2008    | 2011             | Gilles Denigot      | Verts-EÉ  | Ancien docker Ancien Conseiller municipal de Saint-Nazaire |
| 2011    | 2015             | Annaig Cotonnec     | PS        | Professeur agrégé de physique Elue en 2015 dans le Canton de Saint-Nazaire-1                                                                                             |

## Composition

### De 1973 à 1982
Lors de sa création, le canton est composé de :
- la commune de Pornichet,
- la portion de territoire de la ville de Saint-Nazaire déterminée par l'axe des voies ci-après : la forme écluse L.-Joubert (du rivage de la Loire au bassin de Penhoët), avenue du Pertuis (côté Sud du bassin de Penhoët au boulevard Paul-Leferme), boulevard Paul-Leferme (côté Est de l'avenue du Pertuis à la place de l'Industrie), la partie Sud de la place de l'Industrie (du boulevard Paul-Leferme à la rue Henri-Gautier), rue de Stalingrad (côté Sud de la rue Henri-Gautier à la rue du Dolmen), rue du Dolmen (côté Est de la rue de Stalingrad à la rue de Saintonge), rue de Saintonge (côté Sud de la rue du Dolmen à la rue Roger-Salengro), rue Roger-Salengro (côté Est de la rue de Saintonge à la rue de la Paix), rue de la Paix (du numéro 1 au numéro 37), avenue de la République (du numéro 34 au numéro 2), rue du Général-de-Gaulle (côté impair de l'avenue de la République au numéro 108), rue du Commandant-Gâté (du numéro 1 au numéro 97), boulevard Mermoz (côté des numéros impairs de la rue du Commandant-Gâté à la rue Faraday), rue Faraday (côté des numéros impairs), rue Gay-Lussac (côté des numéros_impairs de la rue Faraday au boulevard de l'Hôpital), boulevard de l'Hôpital (côté des numéros impairs du numéro 1 à la rue Albert-Camus), les deux côtés de la rue Albert-Camus, route de Guindref (côté Est de la rue Jean-Gutenberg à la rue Guy-de-Maupassant), côté Ouest du chemin de Guindref (jusqu'au chemin vicinal 205), côté des numéros impairs du chemin vicinal 205 (sur 300 mètres, jusqu'à la hauteur du chemin de Coulvé), voies S. N. C. F. (côté Nord jusqu'au prolongement de la rue Vasco-de-Gama), prolongement de la rue Vasco-de-Gama (jusqu'à la limite de la commune de Trignac), limites de la ville de Saint-Nazaire avec celles des communes de Trignac, Saint-Joachim, Saint-André-des-Eaux et Escoublac-La Baule, limites de la commune de Pornichet avec celles d'Escoublac-La Baule, rivage de la mer (depuis les limites des communes de Pornichet et La Baule) et rivage de la Loire (jusqu'à la forme écluse L.-Joubert).

### De 1982 à 1985
À la suite de la création du canton de Saint-Nazaire-Centre en 1982, le canton comprend :
- la commune de Pornichet,
- la portion de territoire de la ville de Saint-Nazaire située à l'Ouest d'une ligne définie par l'axe des voies suivantes : rue de Pornichet jusqu'à la place Bourdan (à partir de la place Louis-Brichaux), rue Offenbach jusqu'à la rue F.-Boëldieu, rue F.-Boëldieu, rue Georges-Bizet jusqu'à la place Lulli, section de la rue Mozart joignant la place Lulli à la rue Laënnec, rue Laënnec jusqu'au carrefour de la route des Fréchets, route des Fréchets, allée des Jacinthes, rue Georges-Thuaud, allée des Orchidées jusqu'à la rue Broodcoorens (carrefour des Amandiers près de la caserne des Pompiers), rue des Amandiers, rue Pitre-Grenapin jusqu'au carrefour de la Rocade, traversée du carrefour de la Rocade et rue Albert-Einstein (direction Heinlex) jusqu'à la croix d'Heinlex, route du Haut-Rocher, route de la Fontaine-Thuaud jusqu'au carrefour des 6-Chemins, route de la Côte-d'Amour jusqu'au carrefour chemin de Berrien, carrefour chemin de Berrien jusqu'au carrefour des Quatre-Vents et la limite de la commune de Pornichet.

### De 1985 à 2015
La création du canton de La Baule-Escoublac en 1985 ampute le canton de Saint-Nazaire-Ouest de la commune de Pornichet. À la même date, deux portions de la commune de Saint-Nazaire préalablement comprises dans le canton de Saint-Nazaire-Centre sont intégrées dans le canton :
- la portion située à l'Ouest d'une ligne définie par l'axe des voies ci-après : rue Th.-Lefebvre, rue Jean-Bart, rue Pierre-Loti, avenue Hector-Berlioz, avenue Pierre-de-Coubertin, rue Gaspard-Monge, rue Maumenée, rue Charles-Gounod, rue Franz-Schubert, boulevard Docteur-Laennec ;
- la portion située à l'Ouest d'une ligne définie par l'axe des voies ci-après : allée des Lilas, route de Trébale, rue Emile-Broodcoorens, allée des Glaïeuls.

Le canton de Saint-Nazaire-Ouest comptait 22 014 habitants (population municipale) au 1er janvier 2012.
| Nom                       | Code Insee | Intercommunalité                             | Population (dernière pop. légale)               |
| ------------------------- | ---------- | -------------------------------------------- | ----------------------------------------------- |
| Saint-Nazaire (chef-lieu) | 44184      | CA de la Région Nazairienne et de l'Estuaire | Fraction : 22 014(2012) Commune : 69 350 (2014) |

## Démographie
| 2006   | 2007   | 2008   | 2009   | 2010   | - |
| ------ | ------ | ------ | ------ | ------ | - |
| 21 420 | 21 256 | 20 604 | 20 672 | 21 049 | - |